# Serbische Badmintonmeisterschaft 2023
Die Serbische Badmintonmeisterschaft 2023 fand vom 28. bis zum 29. Oktober 2023 in Belgrad statt.

## Medaillengewinner
| Disziplin    | Gold                          | Silber                    | Bronze                                |
| ------------ | ----------------------------- | ------------------------- | ------------------------------------- |
| Herreneinzel | Viktor Petrović               | Mihajlo Tomić             | Andrija Doder                         |
| Herreneinzel | Viktor Petrović               | Mihajlo Tomić             | Sergej Lukić                          |
| Dameneinzel  | Marija Sudimac                | Sara Lončar               | Sanja Perić                           |
| Dameneinzel  | Marija Sudimac                | Sara Lončar               | Miona Filipović                       |
| Herrendoppel | Viktor Petrović Mihajlo Tomić | Andrija Doder Luka Milić  | Aleksandar Jovičić Borko Petrović     |
| Herrendoppel | Viktor Petrović Mihajlo Tomić | Andrija Doder Luka Milić  | Dragoslav Petrović Aleksa Radovanović |
| Damendoppel  | Sara Lončar Marija Sudimac    | Sanja Perić Anđela Vitman | Milica Barbir Nina Bogdanović         |
| Damendoppel  | Sara Lončar Marija Sudimac    | Sanja Perić Anđela Vitman | Andrea Bogojević Teodora Latas        |
| Mixed        | Mihajlo Tomić Anđela Vitman   | Andrija Doder Sanja Perić | Igor Bjelan Milica Barbir             |
| Mixed        | Mihajlo Tomić Anđela Vitman   | Andrija Doder Sanja Perić | Sergej Lukić Sara Lončar              |